# Olívio N’kilumbo
Olívio Fortunato Esperança Quilumbo, também conhecido como Olívio N’Kilumbo (nascido em 4 de outubro de 1982), é um político e politólogo angolano, membro da UNITA e deputado na Assembleia Nacional de Angola. Atua como 4.º vice-presidente do grupo parlamentar da UNITA.

## Carreira política
Olívio Quilumbo é conhecido por sua atuação na fiscalização de instituições públicas e defesa da transparência nos órgãos eleitorais em Angola. Em abril de 2025, liderou uma delegação parlamentar em visita à Morgue Central de Luanda, onde relatou condições precárias de funcionamento e denunciou dificuldades impostas ao acesso dos parlamentares durante a fiscalização.

## Ativismo institucional
Em agosto de 2021, foi um dos signatários de uma petição defendendo a inclusão da sociedade civil e de mulheres nos órgãos de supervisão eleitoral, com o objetivo de promover maior transparência no processo democrático angolano.
Em janeiro de 2024, confirmou o envio de uma carta ao secretário de Estado dos Estados Unidos, solicitando apoio diplomático para a realização das eleições autárquicas em Angola antes de 2027.

## Fiscalização e orçamento
Em 2024, questionou publicamente o investimento governamental na compra de 600 autocarros avaliados em mais de 320 milhões de euros, solicitando uma audiência parlamentar para esclarecimentos sobre a operação.
Também criticou a distribuição desigual dos recursos do Orçamento Geral do Estado, argumentando que algumas províncias foram desfavorecidas em função de critérios políticos.